# HeForShe
 (avril 2023).
 (avril 2023).
HeForShe (« lui pour elle ») est une campagne de solidarité pour l'égalité des sexes lancée le 20 septembre 2014 par l'ONU Femmes. Son objectif est de faire participer les hommes et les garçons dans le combat pour l'égalité des sexes et les droits des femmes, en les encourageant à prendre des mesures contre les inégalités rencontrées par les femmes et les hommes.
Fondée sur l'idée que l'égalité des sexes est une question qui touche tout le monde aussi bien d'un point de vue social, économique ou encore politique, la campagne HeForShe cherche à impliquer activement les hommes et les garçons dans un mouvement qui a été initialement conçu comme « une lutte pour les femmes par des femmes ». Cette "lutte", généralement, ne prend que des mesures contre les inégalités rencontrées par les femmes et les filles, ignorant les problèmes qui touchent les hommes et les garçons.
Sur le site Web de la campagne HeForShe, on trouve une carte qui utilise un géolocalisateur pour enregistrer l'engagement mondial dans la campagne en comptabilisant le nombre d'hommes et de garçons du monde entier qui se sont engagés dans la campagne HeForShe, et elle a été utilisée alors qu'ONU Femmes s'efforçait d'atteindre son objectif d'impliquer un million de garçons et d’hommes avant juillet 2015, un objectif qui n’a pas été atteint. Enfin, la campagne He for She montre les progrès accomplis en faveur de son objectif, c'est-à-dire l’égalité entre les genres, en mettant en évidence le travail accompli par de nombreux partisans de la campagne He for She.
« Au début, nous nous posions la question : « Les hommes se soucient-ils de l'égalité des genres ? » et nous avons découvert qu'ils s'en soucient »", a déclaré Elizabeth Nyamayaro, conseillère principale auprès de la Directrice exécutive d'ONU Femmes. « Puis nous avons commencé à recevoir beaucoup d’e-mails d'hommes qui se sont inscrits et qui veulent maintenant en faire plus. ».

## Histoire

### Histoire du Lancement
Un événement spécial est organisé pour lancer la campagne HeForShe le 20 septembre 2014 au Siège des Nations unies à New York. A l'occasion de cet événement, l'ambassadrice de bonne volonté de l'ONU Femmes, l'actrice Emma Watson, prononce un discours, qui est beaucoup diffusé via les médias sociaux. Elle évoque notamment le fait que depuis qu'elle s'est activement engagée dans des mouvements en faveur des droits des femmes, le terme "féminisme" rimait avec "haïr l'homme", et a appelé à ce que cette assimilation cesse. Pour appuyer ses propos elle a tenu à redonner la définition du féminisme : "le féminisme, par définition, est la croyance que les hommes et les femmes devraient avoir les mêmes droits et chances. C'est la théorie de l'égalité politique, économique et sociale des sexes." Grâce à cette prise de parole d'environ 13 minutes, Emma Watson parvient à influencer beaucoup de personnes à travers le monde, qui ne s'étaient jusqu'ici pas engagées en faveur de l'égalité des sexes.

### Partenariats
En 2015, le groupe bancaire BNP Paribas impliqué dans la promotion de l’égalité homme-femme signe avec les Nations unies la charte HeForShe
En 2018, Jean-Laurent Bonnafé devient Thematic Champion HeForShe. La Direction de la banque considère le sujet comme un enjeu stratégique et soutient la cause en positionnant la diversité et le rejet de toute forme de discrimination des femmes ou de harcèlement au cœur de son engagement d’entreprise et de son code de conduite.
À Dakar, le 8 mars 2019, le groupe BNP Paribas s’engage dans le projet HeForShe  d’appui aux femmes dans l’agriculture et le développement Durable en investissant 1 milliard de  FCFA sur 3 ans. Le projet vise à encourager l’égalité des sexes en renforçant l’accès des femmes à la terre et aux ressources productives pour une agriculture résiliente au changement climatique.
Une carte du monde indique le nombre d'hommes par pays engagés dans la campagne HeForShe grâce à un système de géolocalisation.

### IMPACT 10X10X10
Le 23 janvier 2015, lors du forum économique mondial de Davos, l'ONU Femmes lance le mouvement HeForShe IMPACT 10x10x10 dans le but de promouvoir l'égalité des sexes et l'autonomisation des femmes auprès des gouvernements, des entreprises et des universités. C'est une nouvelle fois Emma Watson qui lance le mouvement par un discours, en faisant notamment part de son émotion face à l’engouement à la suite du lancement de la campagne, lancée quatre mois auparavant. L'idée est de demander à 10 chefs d’État, d'entreprise et d'école de s'engager à améliorer l'égalité des sexes dans le milieu professionnel, éducatif et politique. Les présidents d’Uruguay, du Japon et de la Finlande, les PDG de Tupperware ou d'Unilever et enfin des écoles telles que Science Po Paris, se sont engagés, entre autres exemples. De plus, le rapport fourni par le mouvement HeForShe est encourageant. En effet, le président du Malawi a par exemple annoncé que les mariages d'enfant seront maintenant interdits, ce qui permet d'augmenter le nombre de jeunes filles pouvant aller à l'école. Bob Moritz, président de PricewaterhouseCoopers International Limited, a quant à lui raconté comment son organisation est passée de 18 % de représentation féminine dans l'équipe de direction mondiale à 47 % de janvier à décembre 2016.

## Critiques

### Critique rhétorique
La rhétorique autour de la violence et de l'inégalité à l'égard des femmes, en particulier dans les cas d'agression, a amené de nombreux activistes à affirmer que la responsabilité est transférée de l'auteur à la victime. Le discours de Watson se concentre sur la façon dont les hommes peuvent jouer un rôle actif dans l'avancement de l'égalité politique, économique et sociale des sexes. Ce discours a été critiqué parce qu'il se concentre uniquement sur les femmes et ignore les préjugés sexistes contre les hommes et renforce l'inégalité même qu'il tente d'effacer. L'accent mis par Watson sur la dépendance des femmes au soutien des hommes a conduit à des critiques selon lesquelles HeForShe accorde aux hommes le rôle principal dans la campagne, ce qui renforce et perpétue l'inégalité entre les sexes.

### Critique féministe
Bien que HeForShe ait activement représenté les questions LGBTQ+ aux côtés de la campagne sœur United Nations Free & Equal, certains ont exprimé des inquiétudes sur le fait que le nom du mouvement laisse de côté les personnes non binaires, transgenres et genderqueer, et renforce le binaire de genre.
D'autres féministes ont également reproché à Watson d'être privilégiée, riche et blanche, tout en parlant au nom de femmes qui n'entrent pas dans cette catégorie. D'autres critiques de féministes ont suivi le discours de Watson. L'une d'entre elles, publiée dans le New York Times, concernait le nom de la campagne, HeForShe, et le fait que Watson ait demandé aux hommes de s'engager à agir contre toutes les formes de violence et de discrimination auxquelles sont confrontées les femmes et les filles, sans toutefois s'étendre sur les problèmes qui touchent les hommes et les garçons. Le nom de la campagne a également été critiqué parce qu'il laissait entendre que les hommes ne devraient pas se préoccuper du féminisme parce qu'il pourrait améliorer leur situation, mais plutôt parce qu'il améliorerait celle des femmes, et que les hommes étaient présentés comme les sauveurs des femmes.

## Réponse aux critiques
Dans une interview accordée à Elle, Watson a tenu à répondre aux critiques d'autres féministes en déclarant : "Il est difficile d'entendre des critiques de la part de personnes que vous considérez comme vos pairs et dont vous pensez qu'elles sont du même côté" Elle a répondu en disant que l'inégalité entre les sexes touche à la fois les hommes et les femmes en raison des stéréotypes liés au genre et qu'il s'agit d'une question relevant des droits de l'homme. Elle affirme également que la campagne HeforShe permet de renforcer la cause féministe en impliquant les femmes et les hommes du monde entier dans la défense de l'égalité des sexes.

## Personnalités impliquées
Les principales personnalités impliquées dans la campagne HeForShe sont l'ambassadrice de bonne volonté Emma Watson, l'ancien secrétaire général des Nations unies Ban Ki-moon, la secrétaire générale adjointe de l'ONU Phumzile Mlambo-Ngcuka et la directrice exécutive d'ONU Femmes Elizabeth Nyamayaro.
D'autres personnalités ont montré leur engagement à HeForShe comme Matt Damon, Justin Trudeau, Russell Crowe, Pharrell Williams, Eddie Redmayne, le Prince Harry, Jared Leto, Logan Lerman, Matthew Lewis, Stephen Chbosky, Harry Styles, Tom Hiddleston, Yanina Sokolova en Ukraine, Mark Ruffalo, Derek Blasberg, David Tennant, Steve Carell, Jake McDorman, Stefan Löfven, Ben Barnes, Benedict Cumberbatch, Douglas Booth, Joseph Gordon-Levitt ainsi que Barack et Michelle Obama,Charles Gardier, Loïc Corbery.